# Méthode UVA
La méthode UVA (Méthode des Unités de Valeur Ajoutée) est un système de gestion et d’aide à la décision basé sur le calcul du coût des ventes. Contrairement aux comptabilités de gestion qui calculent des marges dégagées par les produits, la méthode UVA calcule le résultat (bénéfice ou perte) généré par chaque vente. La méthode UVA repose sur une analyse très fine de tous les coûts liés aux produits mais aussi aux clients à leurs commandes et à leurs livraisons. Elle introduit une seule et unique unité de mesure (l’UVA), commune à toutes les fonctions de l’entreprise. La méthode s’inscrit dans une approche fondée sur les équivalents.

## Origines de la méthode UVA
La méthode UVA est une évolution de la méthode GP dont les origines se trouvent dans les travaux de Georges Perrin (1891-1958), ingénieur français, diplômé de l’Ecole Centrale. En 1953 il présenta sa méthode de calcul de coûts des produits basée sur l’introduction d’une unité de mesure – le GP, indépendante de la monnaie, permettant d’exprimer toute la production de l’entreprise. L’unité GP correspond à l’effort nécessaire pour fabriquer un produit représentatif de l’entreprise (article de base). La validité de la méthode repose sur le principe des constantes occultes formulé par Georges Perrin qui dit que : les rapports entre les efforts de production mis en œuvre pour différents produits restent stables dans le temps.
Jean Fiévez et Robert Zaya du cabinet Les Ingénieurs Associés (LIA) font évoluer la méthode. En 1995 elle change de nom et devient Méthode des Unités de Valeur Ajoutée – Méthode UVA. Contrairement à la méthode GP qui s’intéressait uniquement au coût des produits, la méthode UVA analyse la quasi-totalité des fonctions de l’entreprise.

## Bases conceptuelles de la méthode UVA
La méthode UVA repose sur une analyse très fine de tous les processus productifs de valeur avec les processus liés aux produits, mais aussi les processus liés aux clients. 
Toute la production de la valeur ajoutée par l’entreprise est mesurée avec une seule et unique unité – l’UVA. L’idée d’utiliser une unité de mesure, commune pour toutes les fonctions de l’entreprise est fondée sur le fait que seules les entreprises qui fabriquent un produit unique connaissent parfaitement son coût qui est le résultat de la division de toutes les charges par le nombre d’unités produites. L’introduction de l’UVA transforme chaque entreprise en une entreprise monoproduit.
L’analyse de tous les processus de l’entreprise permet de concevoir « le calcul du résultat par vente ». C’est l’objectif principal de la méthode UVA car dans une transaction, une vente (matérialisée sous forme de facture) se focalisent tous les efforts déployés par les différentes fonctions de l’entreprise. Il faut voir là une nouvelle vision de la gestion qui est de s’interroger si une transaction entre l’entreprise et son client se traduit par un bénéfice ou par une perte. Le client est ainsi au centre du système décisionnel. Lorsqu'il fait un achat pour un montant donné, est-ce que l'entreprise a gagné ou perdu de l'argent ? Chaque vente contribue au résultat global de l'entreprise. Le résultat d'une vente est la différence entre le montant encaissé et le coût de la vente. Les résultats cumulés de toutes les ventes constituent le résultat d’exploitation de l’entreprise.
Le problème de précision est fondamental pour le calcul des coûts. Il est lié à l’existence des coûts indirects. En mettant la vente au centre de l’analyse, la méthode UVA élimine les coûts indirects directs, car par rapport à une vente tous les coûts sont directs : le coût des produits vendus, le coût de transport, le coût de traitement de commande et de facturation etc. Grâce à cette approche, la méthode UVA offre une précision des résultats que d’autres systèmes ne peuvent pas atteindre. 
On distingue deux pôles de coûts : les coûts liés aux produits et les coûts liés au client, dénommés aussi « coûtclient ».  Parmi les coûts liés aux produits il y a le coût de conception, d’industrialisation, d’achat des matières, de fabrication, de contrôle, de stockage, de service après-vente etc. Tout ce que l’entreprise a dû faire pour réaliser une vente de ses produits (ou services) entre dans le coûtclient. Parmi les coûts liés au client il y a le coût de prospection, de traitement de commande, de préparation de commande, de livraison, de facturation etc.
Environ 90 à 95% des ressources sont consommées par deux catégories de coûts : produits et clients. Le reste des coûts est relatif au fonctionnement interne de l’entreprise : direction générale, comptabilité financière etc.
Dans le coût des produits on distingue deux composantes : le coût de la valeur ajoutée par l’entreprise et le coût des achats incorporés. Les achats incorporés, essentiellement les matières premières nécessaires pour la fabrication du produit, sont appelées dans la méthode UVA Dépenses Spécifiques Produit (DSP). Ils sont connus via les nomenclatures, donc faciles à calculer.

{\displaystyle Co{\hat {u}}t\ d'un\ produit=DSP+co{\hat {u}}t\ de\ la\ valeur\ ajout{\acute {e}}e}

Dans le coût-client on distingue également deux composantes : le coût de la valeur ajoutée et les  Dépenses Spécifiques Client (DSC). Parmi les DSC on peut citer : la commission au représentant, la ristourne accordée au client ou le prix payé au transporteur. Ces dépenses sont directement calculables.

{\displaystyle Co{\widehat {u}}t\ client=DSC+co{\hat {u}}t\ de\ la\ valeur\ ajout{\acute {e}}e}

La méthode UVA concentre son attention sur le calcul précis de la valeur ajoutée. 
Toute la production de la valeur ajoutée par l’entreprise est mesurée avec une seule et unique unité – l’UVA.

## Notions principales
La méthode UVA introduit un certain nombre de notions qui lui sont propres.

### Poste UVA
Le poste UVA est un ensemble de moyens matériels et humains nécessaires à la réalisation d'une opération, utilisés dans des conditions technico-économiques parfaitement définies. Autrement dit un poste UVA est par définition un ensemble homogène de consommation de ressources. On identifie les postes UVA dans toutes les fonctions de l’entreprise. 

### Frais imputables
Les frais imputables ce sont les frais que l’on peut imputer sur les postes sans aucune clé de répartition arbitraire, ils correspondent à la consommation des ressources par les postes.

### Taux d’un poste UVA
Le taux d’un poste UVA est la somme des ressources consommées par unité d’œuvre. Il comprend : la main d’œuvre, les amortissements, les surfaces occupées, les consommables, l’entretien …

### Processus
Le processus (ou gamme opératoire) est une suite d'opérations réalisées sur des postes UVA dans un temps donné. La notion de gamme opératoire de fabrication est courante, la méthode UVA introduit les gammes opératoires dans toutes les fonctions de l’entreprise.

### UVA - Unité de Valeur Ajoutée
L’Unité de Valeur Ajoutée (1 UVA) correspond à la consommation des ressources nécessaires à l’exécution d’un processus représentatif de l’activité de l’entreprise. Généralement, un processus de fabrication d’un article dans le cas d’une entreprise industrielle et un processus de réalisation d’un service dans le cas d’une entreprise de services. Ce processus s’appellera le processus de base. Son taux sera le taux de base.

### Indice d’un poste UVA
L’indice d’un poste UVA est le rapport entre son taux et le taux de base.
Autrement dit l’indice d’un poste UVA, c’est sa consommation de ressources exprimée en unités de valeur ajoutée.

### Equivalent UVA d’un processus
L’équivalent UVA d’un processus c’est sa consommation de ressources exprimée en unités de valeur ajoutée.

### Coût d’une vente
Le coût d’une vente est la somme du coût des produits et du coût-client supportés par l’entreprise pour réaliser cette vente. 

### Résultat d’une vente
Le résultat d’une vente est la différence entre la somme encaissée et le coût de la vente. 

### Courbe de rentabilité
La courbe de rentabilité des ventes c’est une courbe où en abscisse est représenté le chiffre d’affaires cumulé (facture par facture) et en ordonnée le taux de résultat (le résultat en pourcentage du chiffre d’affaires). Les factures sont classées dans l’ordre croissant du taux de résultat.

## Construction de la méthode UVA
La construction de la méthode UVA passe par les étapes suivantes :
- Inventaire des postes UVA
- Analyse des frais imputables
- Calcul des taux des postes UVA
- Choix de l’unité UVA
- Calcul des indices des postes UVA
- Description des gammes opératoires
- Calcul des équivalents UVA des processus

### Inventaire des postes UVA
L’analyse précise du fonctionnement de l’entreprise commence par un recensement de tous les postes de travail. Un poste de travail c’est un ensemble de matériels, fixe ou mobile, sur lequel se crée, avec ou sans la présence de personnel, de la richesse, c’est-à-dire la valeur ajoutée de l’entreprise. Un poste de travail dans un atelier de production peut correspondre à une machine et un poste de travail dans un service administratif peut correspondre à une secrétaire travaillant dans un bureau équipé de matériel informatique et de télécommunication. Les postes de travail peuvent être utilisés dans des conditions différentes dans lesquelles la consommation des ressources n’est pas la même. A titre d’exemple, une machine utilisée dans un atelier, peut fonctionner en mode réglage ou en mode production. La consommation des ressources dans les deux cas ne sera pas la même. Le réglage nécessitera la présence d’un ou plusieurs régleurs très qualifiés, en revanche, en production, la machine consommera plus d’énergie. Dans la logique de la méthode UVA un poste de travail peut constituer un ou plusieurs postes UVA, autant qu’il y a de façons différentes de l’utiliser. Le nombre de postes UVA dépend de la taille et de la structure de l’entreprise analysée et peut aller de quelques dizaines à plusieurs centaines.

### Analyse des frais imputables
Les frais imputables à un poste UVA correspondent à la consommation des ressources par ce poste.
Les principaux frais imputables sont les suivants :
- La main d’œuvre directe et indirecte. Elle est constituée par le salaire, les cotisations sociales, le coût du service du personnel, les avantages accordés au salarié (logement, voiture, titre de transport, …)
- Les consommables. Ils représentent généralement, dans un bureau : le téléphone, l’informatique, les fournitures, … et, dans un atelier : l’électricité, l’air comprimé, les lubrifiants, …
- L’entretien (pièces et main d’œuvre)
- L’amortissement technique du matériel calculé en fonction de sa valeur de remplacement, de sa durée de vie prévisionnelle et du nombre annuel d’heures d’utilisation
- Les frais à la surface comprennent entre autres, l’amortissement technique des bâtiments ou le loyer, l’entretien et le nettoyage, le chauffage, l’éclairage, l’assurance, …

### Calcul des taux des postes UVA
Le taux d’un poste UVA est sa consommation des ressources ramenée à son unité d’œuvre. Pour le calculer on additionne les frais unitaires imputables à ce poste.
Choix de l’unité UVA
Par définition, l’unité de valeur ajoutée correspond à la consommation des ressources nécessaires à la réalisation du processus de base (fabrication d’un article ou réalisation d’un service). Le fait de choisir un article ou un service plutôt que d’autres pour en faire l’unité, n’a techniquement aucune importance car le processus de base ne servira que de référence dans les calculs ultérieurs. Cependant, une fois le choix fait, il est capital de définir cette référence avec la plus grande précision, car il s’agit d’une unité de mesure.

### Calcul des indices des postes UVA
Une fois tous les taux des postes calculés et le taux de base choisi, on peut procéder au calcul des indices UVA selon la formule suivante :

{\displaystyle Indice\ d'un\ poste\ UVA={\frac {taux\ du\ poste\ UVA}{taux\ de\ base}}}

### Description des processus (gammes opératoires)
L’introduction de la notion de poste UVA permet de définir chaque processus identifié dans l’entreprise, sans distinction entre les processus de fabrication et tous les autres processus créateurs de la valeur ajoutée (administratifs, commerciaux, …)  comme une suite d'opérations réalisées sur des postes UVA dans un temps donné. 

### Calcul des équivalents UVA des processus
En multipliant l’indice de chaque poste UVA engagé dans l’exécution d’un processus par son temps d’utilisation on obtient sa consommation en UVA des ressources dans le processus. La somme de ces consommations constitue l’équivalent UVA du processus.  

{\displaystyle Equivalent\ UVA\ d'un\ processus=\sum _{i=1}^{N}indice\ du\ poste\ i\ \times \ temps\ d'utilisation\ du\ poste\ i}

Lors de la construction de la méthode UVA dans l’entreprise on parle de l’unité (l’UVA), des postes UVA, des taux et des indices des postes UVA, des équivalents UVA des processus. A aucun moment il n’est question de coût. La construction de la méthode UVA sert à modéliser l’entreprise et à valoriser toute son activité en UVA. Le calcul des coûts n’intervient que dans l’exploitation. Ce constat est fondamental pour la compréhension de la méthode UVA.

## Exploitation de la méthode UVA
L’exploitation de la méthode comprend :
- La mesure de la production de valeur ajoutée exprimée en UVA ;
- Le calcul du coût de l’UVA ;
- Le calcul du coût des produits, des clients et des ventes ;
- Le calcul du résultat par vente ;
- Le tracé des courbes de rentabilité.

Mesurer la production de valeur ajoutée, c’est mesurer, sur une période donnée, le nombre d’UVA produites par l’entreprise au cours de cette période. La production de valeur ajoutée exprimée en UVA est composée des UVA relatives aux produits et des UVA relatives aux clients livrés. La production d’UVA relative aux produits se relève au niveau de l’entrée au magasin des articles bons à vendre.  La production d’UVA relative aux clients se relève au niveau des factures établies car c’est ce document qui synthétise l’ensemble des actions qui ont été nécessaires à l’accomplissement d’une vente.
Pour une période donnée, un mois par exemple, la production totale d’UVA (PUVA) sera la somme des UVA liées aux produits (PP) et des UVA liées aux services-client (PC)

{\displaystyle PUVA=PP+PC}
De façon générale le coût de l’UVA est calculé tous les mois. Pour éliminer les phénomènes de saisonnalité, de congés, de variation du nombre de jours ouvrables selon les mois, le coût de l’UVA est calculé sur 12 mois glissants. Toute l’activité de l’entreprise, créatrice de valeur est désormais exprimée en UVA. Pour calculer le coût de l’unité il suffit de diviser les charges de la période par le nombre d’UVA produites pendant cette période. Du montant des charges fourni par la comptabilité générale (C) on déduit les dépenses spécifiques produits et clients (DSP et DSC) car ces dépenses sont prises en compte directement. Le coût de l’UVA est un coût complet car dans son calcul on tient compte de toutes les charges de l’entreprise y compris celles qui ne sont pas rattachables à des postes UVA. Il s’agit des charges liées au fonctionnement interne de l’entreprise : direction générale, comptabilité financière etc. (environ 5 à 10% de l’ensemble des charges de l’entreprise). Elles entrent dans le coût de l’UVA ou, autrement dit, elles sont imputées aux produits et aux clients au prorata des UVA qu’ils consomment.

{\displaystyle Co{\hat {u}}t\ de\ l'UVA={\frac {C-(DSP+DSC)}{PUVA}}}

Une fois le coût de l’UVA calculé, on peut calculer le coût de chaque produit en appliquant le coût de l’unité au processus de fabrication de ce produit. De la même manière on calcule le coût du service client en appliquant le même coût de l’UVA au processus-client. 
Grace à l’introduction d’une unité de mesure il est possible de calculer avec précision le coût et le résultat comptable de chaque vente. Le coût d’une vente est la somme du coût des produits et du coût-client supportés par l’entreprise pour réaliser cette vente. 

{\displaystyle Co{\hat {u}}t\ d'une\ vente=co{\hat {u}}t\ des\ produits+co{\hat {u}}t-client}

Le résultat de la vente est la différence entre le montant facturé et le coût de la vente.

La courbe de rentabilité est l’un des indicateurs les plus précieux que fournit la méthode UVA. C’est un graphique qui montre de manière synthétique la structure du résultat obtenu par l’entreprise dans une période donnée. Toutes les ventes de la période sont placées en abscisse dans l’ordre croissant du taux de résultat qui est représenté en ordonnée. La courbe de rentabilité met en lumière l’hétérogénéité des résultats des transactions réalisées par l’entreprise. Le résultat global de l’entreprise peut être positif mais les résultats des ventes qui le constituent sont très dispersés. On distingue quatre catégories des ventes : les ventes très déficitaires, dites hémorragiques (dont le taux de résultat est inferieur à – 20 %), les ventes déficitaires (de – 20 % à 0 %), les ventes bénéficiaires (de 0 % à 20 %) et les ventes dites dangereusement bénéficiaires (de plus de 20 %). Le graphique montre une courbe de rentabilité des ventes sous sa forme canonique. Les proportions entre les pourcentages du CA se trouvant dans telle ou telle catégorie peuvent varier beaucoup, mais la dispersion des résultats est un fait commun à toutes les entreprises. En dehors de la courbe de base qui regroupe toutes les ventes, il est possible de tracer des courbes correspondant à un niveau supérieur d’agrégation des données. Une vente représentée par une facture est en effet une brique de base permettant de construire différents regroupements. En regroupant par exemple toutes les factures par client on obtient la courbe de rentabilité des clients.  Les critères de regroupement les plus fréquents sont : les représentants commerciaux, les zones géographiques, les marchés, les familles de produits ou les montants facturés. Il est également possible de sélectionner des ventes par un critère, par exemple uniquement les factures d’un client et afficher la courbe de rentabilité de ce client.

Courbe de rentabilité sous forme canonique

## Les innovations de la méthode UVA
La méthode UVA n’est pas une méthode de répartition comptable. Dans une comptabilité de gestion on procède à un découpage de la totalité (l’entreprise) en morceaux (sections ou centres d’analyse ou activités). Ensuite, de la même façon, l’ensemble des charges, par nature de la comptabilité, est déversé ou réparti sur chacune des parties du découpage. Cette approche peut être désignée comme « répartition comptable ». C’est une approche « top-down ». Avec la méthode UVA on procède inversement - à une recomposition : à l’échelle micro, c’est-à-dire au niveau d’une vente, on identifie avec précision tout ce qui a contribué à la réaliser. Ensuite, en additionnant toutes les transactions de vente, on recompose la quasi-totalité des ressources de l’entreprise. Seules les ressources relatives aux processus de gestion interne n’y sont pas imputées directement, mais se retrouvent dans le coût de chaque transaction par le biais du coût de l’UVA. C’est une approche « bottom-up ».
L’entreprise est considérée par la méthode UVA comme un réseau de processus. Elle fait une analyse précise de tous ces processus. L’originalité de la méthode UVA est d’analyser non seulement les processus liés aux produits vendus mais également les processus liés au client livré.
Selon la méthode UVA l’objet de coût est la vente en non pas le produit. Grace à ce changement d’optique, les coûts indirects par rapport aux produits deviennent directs, car par rapport à une vente tous les coûts sont directs : le coût des produits vendus, le coût de transport, le coût de traitement de commande et de facturation etc. La différence entre le montant facturé au client et le coût de la vente donne le résultat, bénéfice ou perte. La méthode UVA est la seule à permettre de calculer la rentabilité de chaque vente.
La courbe de rentabilité est un outil dont l’existence est le fruit du choix de la vente comme objet de coût. Elle peut être tracée car la rentabilité de chaque facture est calculée. Grâce à la courbe de rentabilité les gestionnaires découvrent la structure du résultat de l’entreprise et peuvent prendre des décisions précisément ciblées.